# Distrikte im Mandatsgebiet Palästina

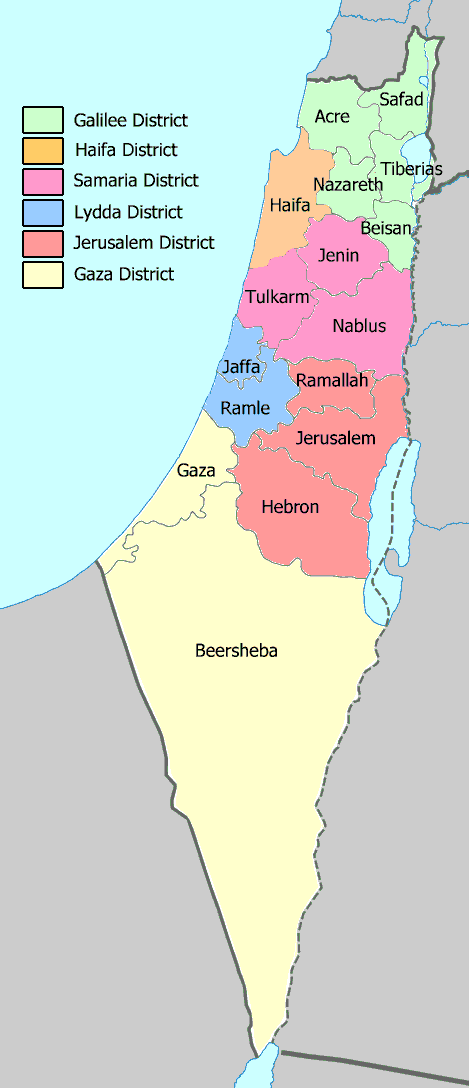
Distrikte und Subdistrikte, wie sie von 1942 bis 1948 im Mandatsgebiet bestanden

Die Distrikte im Mandatsgebiet Palästina waren die im Verwaltungsaufbau obersten Einheiten in der mehrstufigen territorialen Gliederung im Gebiet des Völkerbundsmandats für Palästina, die während der Mandatszeit zwischen 1920 und 1948 bestanden. Die Distrikte waren keine Selbstverwaltungsorgane der kommunalen Gebietskörperschaften in ihrem Gebiet, sondern Aufsichtsbehörden des zentralen Government of Palestine, der Zivilverwaltung des Mandatsgebiets. Entsprechend setzte das Government of Palestine die leitenden Beamten der Distrikte ein.

## Distrikte in den amtlichen Landessprachen
In den drei Amtssprachen Palästinas lauteten die Bezeichnungen für Distrikte auf englisch districts, auf arabisch ألوية, DMG Alwiya (Sg. لواء, DMG Liwāʾ ‚Banner‘) und auf hebräisch מְחוֹזוֹת Məchōsōt (Sg. מָחוֹז Machōs, deutsch ‚Bezirk‘, status constructus מְחוֹז Məchōs).

## Geschichte
Die Distrikte waren Neuschöpfungen der britischen Verwaltung. Die zuletzt in diesem Teil des Osmanischen Reiches bestehenden Verwaltungseinheiten, das Mutesarriflik Jerusalem (Mitte und Südwesten Mandats-Palästinas), das syrische Sandschak Maʿan (teilweise äußerster Süden Mandats-Palästinas; ansonsten heute zu Jordanien) und die Sandschaks Akkon wie Nablus (dieses auch Sandschak Balqa genannt; beide Norden Mandats-Palästinas) zum libanonbasierten Vilâyet Beirut gehörig wurden aufgelöst. Distrikte entstanden bereits zu Zeiten der Occupied Enemy Territory Administration South (OETA South), der britischen Militärverwaltung des Gebiets zwischen 1918 und 1920, gefolgt von der Zivilverwaltung ab 1920. Verwaltungsmäßig war das Gebiet ab 1918 in 13 Verwaltungseinheiten unterteilt, deren Zahl bereits 1919 auf zehn, 1920 auf sieben Distrikte, 1923 auf vier und 1924 schließlich auf drei reduziert wurde.
Die Distrikte unterlagen einem ständigen Wandel (mit allein drei wesentlichen Umgliederungen der Distrikte im Verlauf des Jahres 1920). Die Distrikte waren in Subdistrikte untergliedert, die – anders als die Distrikte – sich in Bestand und Benennung weitgehend stabil entwickelten (1920–1942: 18 Subdistrikte, 1942–1948: 16 Subdistrikte). Die Zuschnitte und Benennungen der Distrikte und Subdistrikte widerspiegeln sich, soweit auf heute israelischem Gebiet gelegen, weitgehend in den Unterbezirken und Bezirken Israels. Sie bestanden zunächst wie zu Mandatszeiten, bevor die Israelische Regierung 1953 den geänderten Grenzen und Bevölkerungschwerpunkten durch Anpassungen Rechnung trug.

Karte Palästinas mit Distrikten und Subdistrikten des Jahres 1937

Seit September 1920 bestanden sieben Distrikte (von Nord nach Süd) nämlich Galiläa (Sitz Nazareth), Phönikien (Sitz Haifa), Samaria (Sitz Nablus), Jerusalem, Jaffa, Gaza und Beerscheba (heute Beʾer Scheva). Schon 1922 wandelten die Behörden das Bild: Es gab dann vier Einheiten, den Nördlichen Distrikt (Sitz Nazareth), Samaria, Jerusalem–Jaffa (Sitz Jerusalem) und den Südlichen Distrikt (Sitz Gaza). Die nächste Umgliederung folgte 1924, eine neue Mittelebene zwischen Distrikt Jerusalem–Jaffa und seinen Subdistrikten wurde eingezogen, die Divisionen Jaffa (1922) und Jerusalem (1925), die bis 1927 bestanden.
Im August 1925 verschmolzen die südlichen Bezirke Jerusalem–Jaffa und Südlicher Distrikt zum Jerusalem-Südlichen Distrikt. Zwei Jahre darauf gab es wieder drei Bezirke im Lande, den fortbestehenden Nördlichen Distrikt und wieder getrennt den Südlichen Distrikt und die Division Jerusalem, die 1931 wieder in Distrikt umbenannt wurde, wobei der Subdistrikt Hebron vom Südlichen zum Distrikt Jerusalem wechselte. Der Nördliche Distrikt wurde 1937 geteilt, die Subdistrikte Akkon, Baisan, Nazareth, Safed und Tiberias bildeten den neuen Distrikt Akkon und Galiläa (Sitz Nazareth; der Namensbestandteil Akkon entfiel im Dezember 1939), die übrigen Subdistrikte Dschenin, Haifa, Nablus und Tulkarm den neuen Distrikt Haifa und Samaria (Sitz Haifa), womit es wieder vier Bezirke gab. Letzterer wurde im nächsten Jahr zerlegt, die seinerzeit größte Metropole Palästinas, Haifa, bildete mit Umland einen eigenen Distrikt, die anderen drei Subdistrikte (Dschenin, Nablus und Tulkarm) zusammen Samaria (Sitz Nablus).
Die Subdistrikte Beerscheba und Gaza schieden 1938 aus dem Südlichen Distrikt aus und bildeten den neuen Distrikt Gaza. Der verbliebene Südliche Distrikt, aus den Subdistrikten Jaffa und Ramleh bestehend, trug in seinem Umfang dem neuen Bevölkerungsschwerpunkt Jaffa und Tel Aviv Rechnung, deckte aber nicht mehr den Landessüden ab, weshalb er 1939 in Distrikt Lydda (Sitz Jaffa) umbenannt wurde. Im Jahre 1942 gingen die beiden Subdistrikte Bethlehem und Jericho im Subdistrikt Jerusalem auf, die dann sechs Distrikte selbst blieben unverändert, bestanden auch nach dem Krieg um Israels Unabhängigkeit (1948/1949), soweit sie dann in Israel lagen, bevor dieses 1953 einige den Grenzänderungen und Bevölkerungsverlagerungen geschuldete Anpassungen vornahm.

## Leiter der Distrikte
Das Government of Palestine setzte die leitenden Beamten der Distrikte, den jeweiligen District Commissioner (Distriktskommissar; bis 1925 lautete der Amtstitel District Governor), ein. Dem District Commissioner waren jeweils Assistant District Commissioners untergeordnet, die jeweils für Subdistrikte im Distrikt zuständig waren. Bei Abwesenheit wegen Reisens oder ernstlicher Krankheit zum Beispiel wurde zur Vertretung ein Deputy District Commissioner ernannt. Darunter folgten dann District Officers. Das Government of Palestine berief in Ämter der beiden oberen Ränge allein Angehörige des Britischen Imperiums (Briten, Australier etc.), auf der Ebene darunter besetzte es Stellen auch mit einheimischen Landeskindern ohne britische, aber mit palästinensischer Staatsangehörigkeit.
So wie die Subdistrikte mehrfach wechselnd den Distrikten zugeordnet und letzterer Namen geändert wurden, wechselten auch die leitenden Beamten zwischen den Distrikten. Die Amtsinhaber durchliefen meist verschiedene Stationen im Britischen Imperium, bekannter sind Lewis Yelland Andrews, Reginald Stuart Champion, Martin Clemens, Robert Edward Harold Crosbie, Edward Keith-Roach, Alec Kirkbride, Ivan Lloyd-Phillips und James Huey Hamill Pollock.
Die Tabelle ist sortiert nach den Sitzen der Distrikte, die seltener wechselten als deren Namen und Zuschnitte. Im jeweiligen Feld mit den Namen der leitenden Beamten, sortiert nach Zeitabschnitten, ist der jeweils seinerzeitige Name des Distrikts vorangestellt, den sie leiteten. Außer Acht gelassen wurde Beʾer Scheva, das zwar von 1920 bis 1922 Sitz eines Distrikts war, danach aber bis 1948 nicht wieder. 
| Amtstitel (Periode)                    | Gaza                                                                                         | Haifa                                                                             | Jaffa                                                                                    | Jerusalem                                                                                      | Nablus                                                                                  | Nazareth |
| -------------------------------------- | -------------------------------------------------------------------------------------------- | --------------------------------------------------------------------------------- | ---------------------------------------------------------------------------------------- | ---------------------------------------------------------------------------------------------- | --------------------------------------------------------------------------------------- | --- |
| District Governor (1920–1922)          | Distrikt Gaza so 1920–1922 Inhaber? 1920–1922 im Amt                                         | Distrikt Phönikien so 1920–1922Stewart Symes (1882–1962) 1920–1925 im Amt         | Distrikt Jaffa so 1920–1922 Inhaber? 1920–1922 im Amt                                    | Distrikt Jerusalem so 1920–1922Ronald Storrs (1881–1955) 1920–1925 im Amt                      | Distrikt Samaria so 1920–1924 Inhaber? (wann–wann) 1920–1925 im Amt                     | Distrikt Galiläa so 1920–1922 Inhaber? 1920–1922 im Amt                                                                        |
| District Governor (1922–1925)          | Südlicher Distrikt so 1922–1925Albert Abramson (1876–19??) 1922–1925 im Amt                  | Nördlicher Distrikt so 1922–1937Stewart Symes (1882–1962) 1920–1925 im Amt        | 1922–1939 war Jaffa kein Sitz eines Distrikts                                            | Distrikt Jerusalem–Jaffa so 1922–1925Ronald Storrs (1881–1955) 1920–1925 im Amt                | Distrikt Samaria so 1920–1924 Inhaber? (wann–wann) 1922–1925 im Amt                     | 1922–1937 war Nazareth kein Sitz eines Distrikts                                                                               |
| District Commissioner (1925/1926–1927) | 1925–1938 war Gaza kein Sitz eines Distrikts                                                 | Nördlicher Distrikt so 1922–1937Albert Abramson (1876–19??) 1925–1927 im Amt      | 1922–1939 war Jaffa kein Sitz eines Distrikts                                            | Jerusalemer und Südlicher Distrikt so 1925–1927Edward Keith-Roach (1885–1954) 1926–1931 im Amt | 1924–1939 war Nablus kein Sitz eines Distrikts                                          | 1922–1937 war Nazareth kein Sitz eines Distrikts                                                                               |
| District Commissioner (1927–1931)      | 1925–1938 war Gaza kein Sitz eines Distrikts                                                 | Nördlicher Distrikt so 1922–1937 Ernest Frederick Colville 1927–1931 im Amt       | Südlicher Distrikt so 1927–1939James Campbell (um 1878–1953) 1927–1931 im Amt            | Division Jerusalem so 1927–1931Edward Keith-Roach (1885–1954) 1926–1931 im Amt                 | 1924–1939 war Nablus kein Sitz eines Distrikts                                          | 1922–1937 war Nazareth kein Sitz eines Distrikts                                                                               |
| District Commissioner (1931)           | 1925–1938 war Gaza kein Sitz eines Distrikts                                                 | Nördlicher Distrikt so 1922–1937G. MacLaren 1931 kommissarisch                    | Südlicher Distrikt so 1927–1939Robert Edward Harold Crosbie (1886–1950) 1931–1943 im Amt | Distrikt Jerusalem so 1931–1948James Campbell (um 1878–1953) 1931–1937 im Amt                  | 1924–1939 war Nablus kein Sitz eines Distrikts                                          | 1922–1937 war Nazareth kein Sitz eines Distrikts                                                                               |
| District Commissioner (1932–1937)      | 1925–1938 war Gaza kein Sitz eines Distrikts                                                 | Nördlicher Distrikt so 1922–1937Edward Keith-Roach (1885–1954) 1932–1937 im Amt   | Südlicher Distrikt so 1927–1939Robert Edward Harold Crosbie (1886–1950) 1931–1943 im Amt | Distrikt Jerusalem so 1931–1948G. MacLaren 1937 kommissarisch                                  | 1924–1939 war Nablus kein Sitz eines Distrikts                                          | 1922–1937 war Nazareth kein Sitz eines Distrikts                                                                               |
| District Commissioner (1937–1939)      | 1925–1938 war Gaza kein Sitz eines Distrikts                                                 | Distrikt Haifa und Samaria so 1937–1939Morris Bailey 1937–1939 im Amt             | Südlicher Distrikt so 1927–1939Robert Edward Harold Crosbie (1886–1950) 1931–1943 im Amt | Distrikt Jerusalem so 1931–1948Edward Keith-Roach (1885–1954) 1937–1943 im Amt                 | 1924–1939 war Nablus kein Sitz eines Distrikts                                          | Distrikt Akkon und Galiläa so 1937–1939 Lewis Yelland Andrews (1896–1937; Mord durch Araber) Juli bis Sept. 1937 kommissarisch |
| District Commissioner (1937/1938–1940) | Distrikt Gaza so 1938–1948 Clarence Edward Victor Buxton (1892–1967) 1938–1940 kommissarisch | Distrikt Haifa so 1939–1948James Huey Hamill Pollock (1893–1982) 1939–1942 im Amt | Distrikt Lydda so 1939–1948Robert Edward Harold Crosbie (1886–1950) 1931–1943 im Amt     | Distrikt Jerusalem so 1931–1948Edward Keith-Roach (1885–1954) 1937–1943 im Amt                 | Distrikt Samaria so 1939–1948R. H. Church 1939–1943 im Amt                              | Distrikt Akkon und Galiläa so 1937–1939 Alec Kirkbride (1897–1978) 1937–1939 im Amt                                            |
| District Commissioner (1940–1942/1943) | Distrikt Gaza so 1938–1948 Edward Ballard (1888–19??) 1940–1943 im Amt                       | Distrikt Haifa so 1939–1948James Huey Hamill Pollock (1893–1982) 1939–1942 im Amt | Distrikt Lydda so 1939–1948R. H. Church 1944 kommissarisch                               | Distrikt Jerusalem so 1931–1948Edward Keith-Roach (1885–1954) 1937–1943 im Amt                 | Distrikt Samaria so 1939–1948 Donald Charles MacGillivray (1906–1966) 1944–1945 im Amt  | Distrikt Galiläa so 1939–1948 Reginald Stuart Champion (1895–1982) 1939–1942 im Amt                                            |
| District Commissioner (1943/1944)      | Distrikt Gaza so 1938–1948William Ryder McGeagh (1901–19??) 1943–1946 im Amt                 | Distrikt Haifa so 1939–1948Alfred Law 1942–1948 im Amt                            | Distrikt Lydda so 1939–1948Ivan Lloyd-Phillips (1910–1984) 1945 kommissarisch            | Distrikt Jerusalem so 1931–1948Morris Bailey (starb im Amt) 1943–1944 im Amt                   | Distrikt Samaria so 1939–1948William Vickery Fuller (1907–1995) 1945–1947 kommissarisch | Distrikt Galiläa so 1939–1948James Huey Hamill Pollock (1893–1982) 1942–1944 im Amt                                            |
| District Commissioner (1944/1945)      | Distrikt Gaza so 1938–1948William Ryder McGeagh (1901–19??) 1943–1946 im Amt                 | Distrikt Haifa so 1939–1948Alfred Law 1942–1948 im Amt                            | Distrikt Lydda so 1939–1948 R. C. H. Greig 1945–1946 kommissarisch                       | Distrikt Jerusalem so 1931–1948James Huey Hamill Pollock (1893–1982) 1944–1948 im Amt          | Distrikt Samaria so 1939–1948William Vickery Fuller (1907–1995) 1945–1947 kommissarisch | Distrikt Galiläa so 1939–1948 Frederick William Geoffrey Blenkinsop (1907–1946; Terror) 1944–1945 im Amt                       |
| District Commissioner (1945/1946)      | Distrikt Gaza so 1938–1948Ivan Lloyd-Phillips (1910–1984) 1946–1947 kommissarisch            | Distrikt Haifa so 1939–1948Alfred Law 1942–1948 im Amt                            | Distrikt Lydda so 1939–1948William Ryder McGeagh (1901–19??) 1946–1947 kommissarisch     | Distrikt Jerusalem so 1931–1948James Huey Hamill Pollock (1893–1982) 1944–1948 im Amt          | Distrikt Samaria so 1939–1948William Vickery Fuller (1907–1995) 1945–1947 kommissarisch | Distrikt Galiläa so 1939–1948Charles Tunstall Evans 1945–1948 im Amt                                                           |
| District Commissioner (1947)           | Distrikt Gaza so 1938–1948 Martin Clemens (1915–2009) 1947–1948 kommissarisch                | Distrikt Haifa so 1939–1948Alfred Law 1942–1948 im Amt                            | Distrikt Lydda so 1939–1948 L. T. Stevenson 1947 kommissarisch                           | Distrikt Jerusalem so 1931–1948James Huey Hamill Pollock (1893–1982) 1944–1948 im Amt          | Distrikt Samaria so 1939–1948William Vickery Fuller (1907–1995) 1945–1947 kommissarisch | Distrikt Galiläa so 1939–1948Charles Tunstall Evans 1945–1948 im Amt                                                           |
| District Commissioner (1948)           | Distrikt Gaza so 1938–1948 R. J. C. Thorne Thorne ab Febr. 1948 im Amt                       | Distrikt Haifa so 1939–1948Alfred Law 1942–1948 im Amt                            | Distrikt Lydda so 1939–1948William Vickery Fuller (1907–1995) 1947–1948 kommissarisch    | Distrikt Jerusalem so 1931–1948James Huey Hamill Pollock (1893–1982) 1944–1948 im Amt          | Distrikt Samaria so 1939–1948 R. Reeves 1947–1948 im Amt                                | Distrikt Galiläa so 1939–1948Charles Tunstall Evans 1945–1948 im Amt                                                           |

## Subdistrikte in den amtlichen Landessprachen
In den drei Amtssprachen Palästinas lauteten die Bezeichnungen für Subdistrikte auf englisch sub-districts, auf arabisch أَقْضِيَةٌ, DMG Aqḍiya (Sg./status constructus قَضَاءُ, DMG Qaḍāʾ ‚Gerichtsbezirk‘) und auf hebräisch נָפוֹת Nafōt (Sg. נָפָה Nafah, stat. constr. נְפַת Nəfat).

## Subdistrikte im Mandatsgebiet und ihre Zuordnung zu Distrikten
Während sich der Bestand der Subdistrikte stabil entwickelte, 1922 waren es 18, nur die Subdistrikte Jericho und Bethlehem wurden 1942 dem Subdistrikt Jerusalem zugeschlagen, womit es zuletzt 16 waren, war bei den Distrikten laufend Bewegung in deren Zuschnitten und Benennungen.
Zu zahlreichen Gelegenheiten, gliederten die Mandatsbehörden Subdistrikte unter den Distrikten um, legten Distrikte zusammen, gliederten sie in mehrere kleine auf und benannten sie um. Einige dieser Revirements sind in den Spalten mit den Jahren der Änderungen überschrieben. Zu Beginn und Ende der Mandatszeit benannten die Behörden einige Distrikte nach historischen Landschaften wie Galiläa, Phönikien, Samaria. Soweit nicht aus den Distriktsnamen ersichtlich sind die Distriktskapitalen in der Tabelle verzeichnet.
Die Subdistrikte waren, namentlich wie territorial, im Wesentlichen Fortschreibungen früherer osmanischer Verwaltungseinheiten, wie in der Tabelle angezeigt. Sich wandelnde Bevölkerungsschwerpunkte, wie die Aufstiege Haifas, Rechovots und Tel Avivs zu Städten, zogen flächenmäßig kleiner geschnittene neue Verwaltungseinheiten nach sich, wie an den nachfolgenden Verwaltungseinheiten zu erkennen. Auch der Verlauf der Grünen Linie führte zu Neuzuschnitten auf Ebene der Subdistrikte. Gleich gefärbt dargestellt sind, auch bei wechselnden Distriktsnamen, jene Distrikte, die – zumindest im Kern – beständig Teile des gleichen Gebietes abdecken.
| Name kurz amtlich arabisch hebräisch                                                                                                  | ging… ←hervor aus / …auf in→ | 1920                                                          | 1922                                                                                         | 1924                                                                                                 | 1925 | 1927                                                       | 1931                                                       | 1937                                                                            | 1938 / 1939 / 1942                                           |
| --- | --- | ------------------------------------------------------------- | -------------------------------------------------------------------------------------------- | --- | --- | ---------------------------------------------------------- | ---------------------------------------------------------- | ------------------------------------------------------------------------------- | ------------------------------------------------------------ |
| Subdistrikt Safed Sub-district of Safed arab. قَضَاءُ صَفَد, DMG Qaḍāʾ Ṣafad ‚Qadi-Bezirk Safed‘ hebr. נְפַת צְפַת Nəfat Zfat                  | ←Safed Kazası (tr.) / hebr. נְפַת צְפַת Nəfat Zfat→                                                                                            | 1920: Distrikt Galiläa / District of Galilee                  | 1922: Nördlicher Distrikt / Northern District                                                | 1924: Nördlicher Distrikt / Northern District                                                        | 1925: Nördlicher Distrikt / Northern District                                                               | 1927: Nördlicher Distrikt / Northern District              | 1931: Nördlicher Distrikt / Northern District              | 1937: Distrikt Akkon und Galiläa / District of Acre and Galilee                 | 1939: Distrikt Galiläa / District of Galilee                 |
| Subdistrikt Tiberias Sub-district of Tiberias arab. قَضَاءُ طَبَرِيَّةٌ Qaḍāʾ Ṭabariyya hebr. נְפַת טְבֶרְיָה Nəfat Ṭverjah                          | ←Taberiye Kazası (tr.) / hebr. נְפַת כִּנֶּרֶת Nəfat Kinneret→                                                                                    | 1920: Distrikt Galiläa / District of Galilee                  | 1922: Nördlicher Distrikt / Northern District                                                | 1924: Nördlicher Distrikt / Northern District                                                        | 1925: Nördlicher Distrikt / Northern District                                                               | 1927: Nördlicher Distrikt / Northern District              | 1931: Nördlicher Distrikt / Northern District              | 1937: Distrikt Akkon und Galiläa / District of Acre and Galilee                 | 1939: Distrikt Galiläa / District of Galilee                 |
| Subdistrikt Nazareth Sub-district of Nazareth arab. قَضَاءُ النَّاصِرَةُ Qaḍāʾ al-Nāṣira hebr. נְפַת נָצְרַת Nəfat Natzrat                         | ←Nasıra Kazası (tr.) / hebr. נְפַת יִזְרְעֶאל Nəfat Jizrəʿel→                                                                                    | 1920: Distrikt Galiläa / District of Galilee (Sitz Nazareth)  | 1922: Nörd licher Distrikt / Northern District                                               | 1924: Nördlicher Distrikt / Northern District                                                        | 1925: Nördlicher Distrikt / Northern District                                                               | 1927: Nördlicher Distrikt / Northern District              | 1931: Nördlicher Distrikt / Northern District              | 1937: Distrikt Akkon und Galiläa / District of Acre and Galilee (Sitz Nazareth) | 1939: Distrikt Galiläa / District of Galilee (Sitz Nazareth) |
| Subdistrikt Akkon Sub-district of Acre arab. قَضَاءُ عَکّا Qaḍāʾ ʿAkkā hebr. נְפַת עַכּוֹ Nəfat ʿAkkō                                           | ←Akka Kazası (tr.) / hebr. נְפַת עַכּוֹ Nəfat ʿAkkō→                                                                                            | 1920: Distrikt Phönikien / District of Phoenicia              | 1922: Nördlicher Distrikt / Northern District                                                | 1924: Nördlicher Distrikt / Northern District                                                        | 1925: Nördlicher Distrikt / Northern District                                                               | 1927: Nördlicher Distrikt / Northern District              | 1931: Nördlicher Distrikt / Northern District              | 1937: Distrikt Akkon und Galiläa / District of Acre and Galilee                 | 1939: Distrikt Galiläa / District of Galilee                 |
| Subdistrikt Haifa Sub-district of Haifa arab. قَضَاءُ حَيْفَا Qaḍāʾ Hayfā hebr. נְפַת חֵיפָה Nəfat Chejfah                                      | ←Hayfa Kazası (tr.) / hebr. נְפַת חֵיפָה Nəfat Chejfah und teils נְפַת חֲדֵרָה Nəfat Chaderah→                                                      | 1920: Distrikt Phönikien / District of Phoenicia (Sitz Haifa) | 1922: Nördlicher Distrikt / Northern District (Sitz Haifa)                                   | 1924: Nördlicher Distrikt / Northern District (Sitz Haifa)                                           | 1925: Nördlicher Distrikt / Northern District (Sitz Haifa)                                                  | 1927: Nördlicher Distrikt / Northern District (Sitz Haifa) | 1931: Nördlicher Distrikt / Northern District (Sitz Haifa) | 1937: Distrikt Haifa und Samaria / District of Haifa and Samaria (Sitz Haifa)   | 1939: Distrikt Haifa / District of Haifa                     |
| Subdistrikt Baisan Sub-district of Baisan arab. قَضَاءُ بيسان Qaḍāʾ Baysān hebr. נְפַת בַּיְסָאן Nəfat Bajsān                                  | Neu geschaffen (zuvor Teil des Sadschaks Nablus) / hebr. נְפַת יִזְרְעֶאל Nəfat Jizrəʿel→                                                        | 1920: Distrikt Galiläa / District of Galilee                  | 1922: Distrikt Samaria / District of Samaria                                                 | 1924: Nördlicher Distrikt / Northern District                                                        | 1925: Nördlicher Distrikt / Northern District                                                               | 1927: Nördlicher Distrikt / Northern District              | 1931: Nördlicher Distrikt / Northern District              | 1937: Distrikt Akkon und Galiläa / District of Acre and Galilee                 | 1939: Distrikt Galiläa / District of Galilee                 |
| Subdistrikt Dschenin Sub-district of Jenin arab. قَضَاءُ جَنِين Qaḍāʾ Ǧanīn hebr. נְפַת גֶּ׳נִין Nəfat Ǧenīn                                    | ←Cenin Kazası (tr.) / Distrikt Nablus (Jordanien)→                                                                                         | 1920: Distrikt Samaria / District of Samaria                  | 1922: Distrikt Samaria / District of Samaria                                                 | 1924: Nördlicher Distrikt / Northern District                                                        | 1925: Nördlicher Distrikt / Northern District                                                               | 1927: Nördlicher Distrikt / Northern District              | 1931: Nördlicher Distrikt / Northern District              | 1937: Distrikt Haifa und Samaria / District of Haifa and Samaria                | 1938: Distrikt Samaria / District of Samaria                 |
| Subdistrikt Nablus Sub-district of Nablus arab. قَضَاءُ نَابُلُس Qaḍāʾ Nābulus hebr. נְפַת שְׁכֶם Nəfat Schchem                                  | ←Nablus Kazası (tr.) / Distrikt Nablus (Jordanien)→                                                                                        | 1920: Distrikt Samaria / District of Samaria (Sitz Nablus)    | 1922: Distrikt Samaria / District of Samaria (Sitz Nablus)                                   | 1924: Nördlicher Distrikt / Northern District                                                        | 1925: Nördlicher Distrikt / Northern District                                                               | 1927: Nördlicher Distrikt / Northern District              | 1931: Nördlicher Distrikt / Northern District              | 1937: Distrikt Haifa und Samaria / District of Haifa and Samaria                | 1938: Distrikt Samaria / District of Samaria (Sitz Nablus)   |
| Subdistrikt Tulkarm Sub-district of Tulkarm arab. قَضَاءُ طُولْكَرْمَ Qaḍāʾ Ṭūlkarm hebr. נְפַת טוּלְכַּרְם Nəfat Ṭūlkarm                            | ←Beni Saʾab Kazası (tr.) / Distrikt Nablus (Jordanien) und je teils נְפַת הַשָּׁרוֹן Nəfat haScharon und נְפַת חֲדֵרָה Nəfat Chaderah→                 | 1920: Distrikt Samaria / District of Samaria                  | 1922: Distrikt Samaria / District of Samaria                                                 | 1924: Nördlicher Distrikt / Northern District                                                        | 1925: Nördlicher Distrikt / Northern District                                                               | 1927: Nördlicher Distrikt / Northern District              | 1931: Nördlicher Distrikt / Northern District              | 1937: Distrikt Haifa und Samaria / District of Haifa and Samaria                | 1938: Distrikt Samaria / District of Samaria                 |
| Subdistrikt Ramallah Sub-district of Ramallah arab. قَضَاءُ رَامَ اللَّهُ Qaḍāʾ Rāmallah hebr. נְפַת רָמאַללַּהּ Nəfat Ramallah                      | ←Ramallah nahiyesı im Kudüs-i Şerif Kazası (tr.) / Distrikt Jerusalem (Jordanien) →                                                        | 1920: Distrikt Jerusalem / District of Jerusalem              | 1922: Distrikt Jerusalem–Jaffa / Jerusalem–Jaffa District                                    | 1924: Distrikt Jerusalem–Jaffa / Jerusalem–Jaffa District:Division Jerusalem / Division of Jerusalem | 1925: Jerusalem–Südlicher Distrikt / Jerusalem–Southern District:Division Jerusalem / Division of Jerusalem | 1927: Division Jerusalem / Division of Jerusalem           | 1931: Distrikt Jerusalem / District of Jerusalem           | 1937: Distrikt Jerusalem / District of Jerusalem                                | 1938: Distrikt Jerusalem / District of Jerusalem             |
| Subdistrikt Jericho Sub-district of Jericho arab. قَضَاءُ أَرِيحَا Qaḍāʾ ʾArīḥā hebr. נְפַת יְרִיחוֹ Nəfat Jərīchō                               | Neu geschaffen / 1942 aufgelöst | 1920: Distrikt Jerusalem / District of Jerusalem              | 1922: Distrikt Jerusalem–Jaffa / Jerusalem–Jaffa District                                    | 1924: Distrikt Jerusalem–Jaffa / Jerusalem–Jaffa District:Division Jerusalem / Division of Jerusalem | 1925: Jerusalem–Südlicher Distrikt / Jerusalem–Southern District:Division Jerusalem / Division of Jerusalem | 1927: Division Jerusalem / Division of Jerusalem           | 1931: Distrikt Jerusalem / District of Jerusalem           | 1937: Distrikt Jerusalem / District of Jerusalem                                | 1942: Subdistrikt jenem Jerusalems zugeschlagen              |
| Subdistrikt Jerusalem Sub-district of Jerusalem arab. قَضَاءُ أُورَشَلِيمُ الْقُدْسُ Qaḍāʾ Ūrašalīm al-Quds hebr. נְפַת יְרוּשָׁלַיִם Nəfat Jərūschalajim | ←Kudüs-i Şerif Kazası (tr.) / teils Bezirk Jerusalem und teils Distrikt Jerusalem (Jordanien)→                                             | 1920: Distrikt Jerusalem / District of Jerusalem              | 1922: Distrikt Jerusalem–Jaffa / Jerusalem–Jaffa District (Sitz Jerusalem)                   | 1924: Distrikt Jerusalem–Jaffa / Jerusalem–Jaffa District:Division Jerusalem / Division of Jerusalem | 1925: Jerusalem–Südlicher Distrikt / Jerusalem–Southern District:Division Jerusalem / Division of Jerusalem | 1927: Division Jerusalem / Division of Jerusalem           | 1931: Distrikt Jerusalem / District of Jerusalem           | 1937: Distrikt Jerusalem / District of Jerusalem                                | 1938: Distrikt Jerusalem / District of Jerusalem             |
| Subdistrikt Bethlehem Sub-district of Bethlehem arab. قَضَاءُ بَيْتُ لَحْمَ Qaḍāʾ Bayt Laḥm hebr. נְפַת בֵּית לֶחֶם Nəfat Bejt Lechem                | Neu geschaffen / 1942 aufgelöst | 1920: Distrikt Jerusalem / District of Jerusalem              | 1922: Distrikt Jerusalem–Jaffa / Jerusalem–Jaffa District                                    | 1924: Distrikt Jerusalem–Jaffa / Jerusalem–Jaffa District:Division Jerusalem / Division of Jerusalem | 1925: Jerusalem–Südlicher Distrikt / Jerusalem–Southern District:Division Jerusalem / Division of Jerusalem | 1927: Division Jerusalem / Division of Jerusalem           | 1931: Distrikt Jerusalem / District of Jerusalem           | 1937: Distrikt Jerusalem / District of Jerusalem                                | 1942: Subdistrikt jenem Jerusalems zugeschlagen              |
| Subdistrikt Hebron Sub-district of Hebron arab. قَضَاءُ الْخَلِيل Qaḍāʾ al-Ḫalīl hebr. נְפַת חֶבְרוֹן Nəfat Chevrōn                              | ←Halilü’r Rahman Kazası (tr.) / Distrikt Hebron (Jordanien) und teils נְפַת אַשְׁקְלוֹן Nəfat Aschqelōn wie teils נְפַת בְּאֵר שֶׁבַע Nəfat Bəʾer Scheva→ | 1920: Distrikt Beerscheba / District of Beersheba             | 1922: Südlicher Distrikt / Southern District                                                 | 1924: Südlicher Distrikt / Southern District                                                         | 1925: Jerusalem–Südlicher Distrikt / Jerusalem–Southern District                                            | 1927: Südlicher Distrikt / Southern District               | 1931: Distrikt Jerusalem / District of Jerusalem           | 1937: Distrikt Jerusalem / District of Jerusalem                                | 1938: Distrikt Jerusalem / District of Jerusalem             |
| Subdistrikt Beerscheba Sub-district of Beersheba arab. قَضَاءُ بِئْرُ السَّبْعِ Qaḍāʾ Biʾr al-Sabʿ hebr. נְפַת בְּאֵר שֶׁבַע Nəfat Bəʾer Scheva         | ←Birüssebi Kazası (tr.) / hebr. נְפַת בְּאֵר שֶׁבַע Nəfat Bəʾer Scheva→                                                                            | 1920: Distrikt Beerscheba / District of Beersheba             | 1922: Südlicher Distrikt / Southern District                                                 | 1924: Südlicher Distrikt / Southern District                                                         | 1925: Jerusalem–Südlicher Distrikt / Jerusalem–Southern District                                            | 1927: Südlicher Distrikt / Southern District               | 1931: Südlicher Distrikt / Southern District               | 1937: Südlicher Distrikt / Southern District                                    | 1938: Distrikt Gaza / District of Gaza                       |
| Subdistrikt Gaza Sub-district of Gaza arab. قَضَاءُ غَزَّة Qaḍāʾ Ġazza hebr. נְפַת עַזָּה Nəfat ʿAzzah                                           | ←Gazze Kazası (tr.) / Gazastreifen und teils נְפַת אַשְׁקְלוֹן Nəfat Aschqelōn→                                                                   | 1920: Distrikt Gaza / District of Gaza                        | 1922: Südlicher Distrikt / Southern District (Sitz Gaza)                                     | 1924: Südlicher Distrikt / Southern District (Sitz Gaza)                                             | 1925: Jerusalem–Südlicher Distrikt / Jerusalem–Southern District                                            | 1927: Südlicher Distrikt / Southern District               | 1931: Südlicher Distrikt / Southern District               | 1937: Südlicher Distrikt / Southern District                                    | 1938: Distrikt Gaza / District of Gaza                       |
| Subdistrikt Jaffa Sub-district of Jaffa arab. قَضَاءُ يَافَا Qaḍāʾ Yāfā hebr. נְפַת יָפוֹ Nəfat Jafō                                           | ←Yafa Kazası (tr.) / Bezirk Tel Aviv und teils נְפַת פֶּתַח-תִּקְוָה Nəfat Petach Tiqwah→                                                           | 1920: Distrikt Jaffa / District of Jaffa                      | 1922: Distrikt Jerusalem–Jaffa / Jerusalem–Jaffa District:Division Jaffa / Division of Jaffa | 1924: Distrikt Jerusalem–Jaffa / Jerusalem–Jaffa District:Division Jaffa / Division of Jaffa         | 1925: Jerusalem–Südlicher Distrikt / Jerusalem–Southern District:Division Jaffa / Division of Jaffa         | 1927: Südlicher Distrikt / Southern District (Sitz Jaffa)  | 1931: Südlicher Distrikt / Southern District (Sitz Jaffa)  | 1937: Südlicher Distrikt / Southern District (Sitz Jaffa)                       | 1939: Distrikt Lydda / District of Lydda (Sitz Jaffa)        |
| Subdistrikt Ramleh Sub-district of Ramleh arab. قَضَاءُ الرَّمْلَة Qaḍāʾ al-Ramla hebr. נְפַת רַמְלָה Nəfat Ramlah                                | ←Remle nahiyesı im Yafa Kazasi (tr.) / נְפַת רַמְלָה Nəfat Ramlah, נְפַת רְחוֹבוֹת Nəfat Rəchōvōt und teils נְפַת פֶּתַח-תִּקְוָה Nəfat Petach Tiqwah→        | 1920: Distrikt Jaffa / District of Jaffa                      | 1922: Distrikt Jerusalem–Jaffa / Jerusalem–Jaffa District:Division Jaffa / Division of Jaffa | 1924: Distrikt Jerusalem–Jaffa / Jerusalem–Jaffa District:Division Jaffa / Division of Jaffa         | 1925: Jerusalem–Südlicher Distrikt / Jerusalem–Southern District:Division Jaffa / Division of Jaffa         | 1927: Südlicher Distrikt / Southern District               | 1931: Südlicher Distrikt / Southern District               | 1937: Südlicher Distrikt / Southern District                                    | 1939: Distrikt Lydda / District of Lydda                     |